# قسط (نبات)
القُسْط أو الكُشْط أو الكُشْت (من اليونانية: كُوسْتُسْ، من التاميلية: كُوسْتَامْ) (الاسم العلمي:Costus) هي جنس من النباتات يتبع الفصيلة القسطية من رتبة الزنجبيليات. وهو ثلاثة أنواع حسب دياسقوريدوس: العربي والهندي والشامي، والأول أفضلها.

## معرض صور

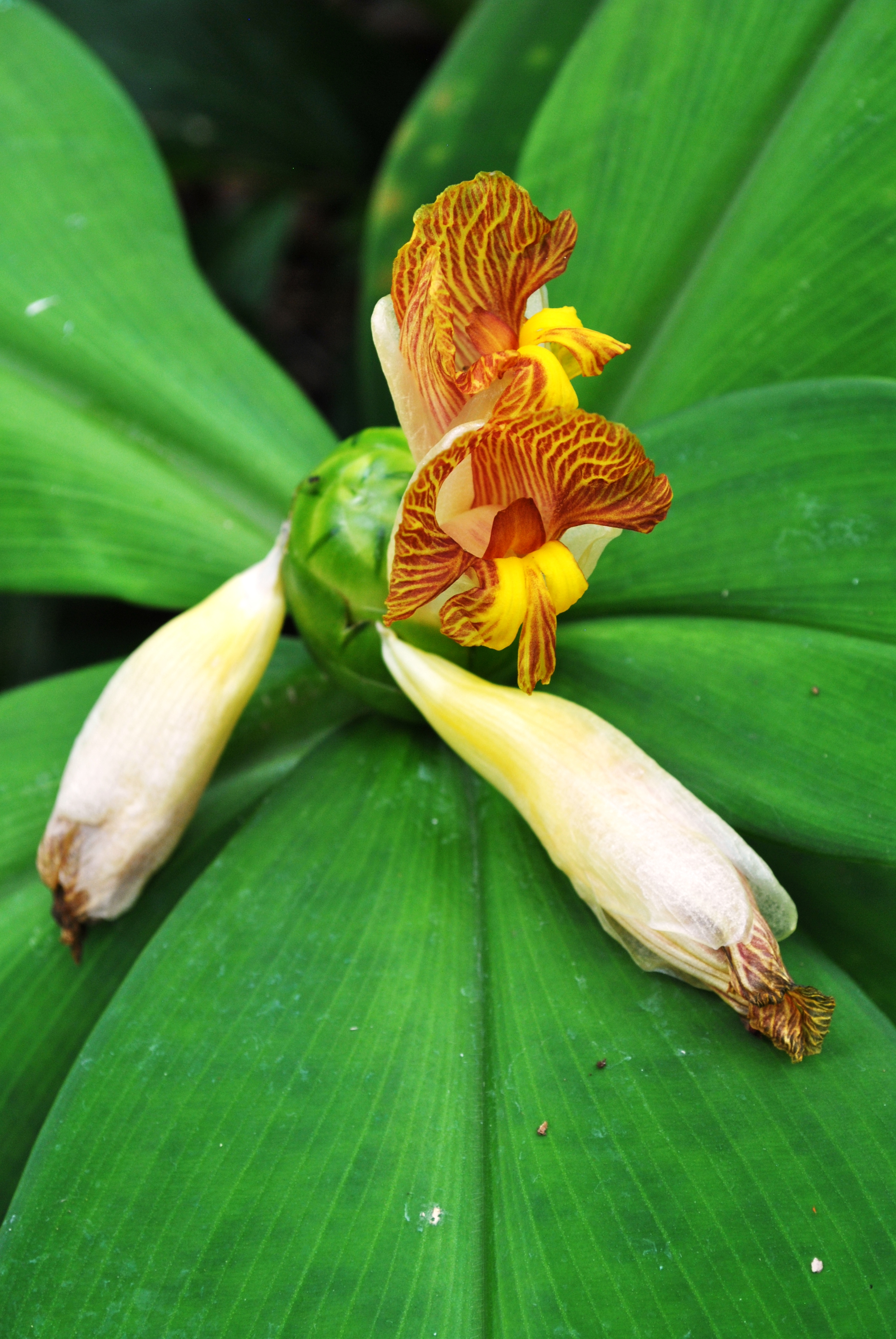
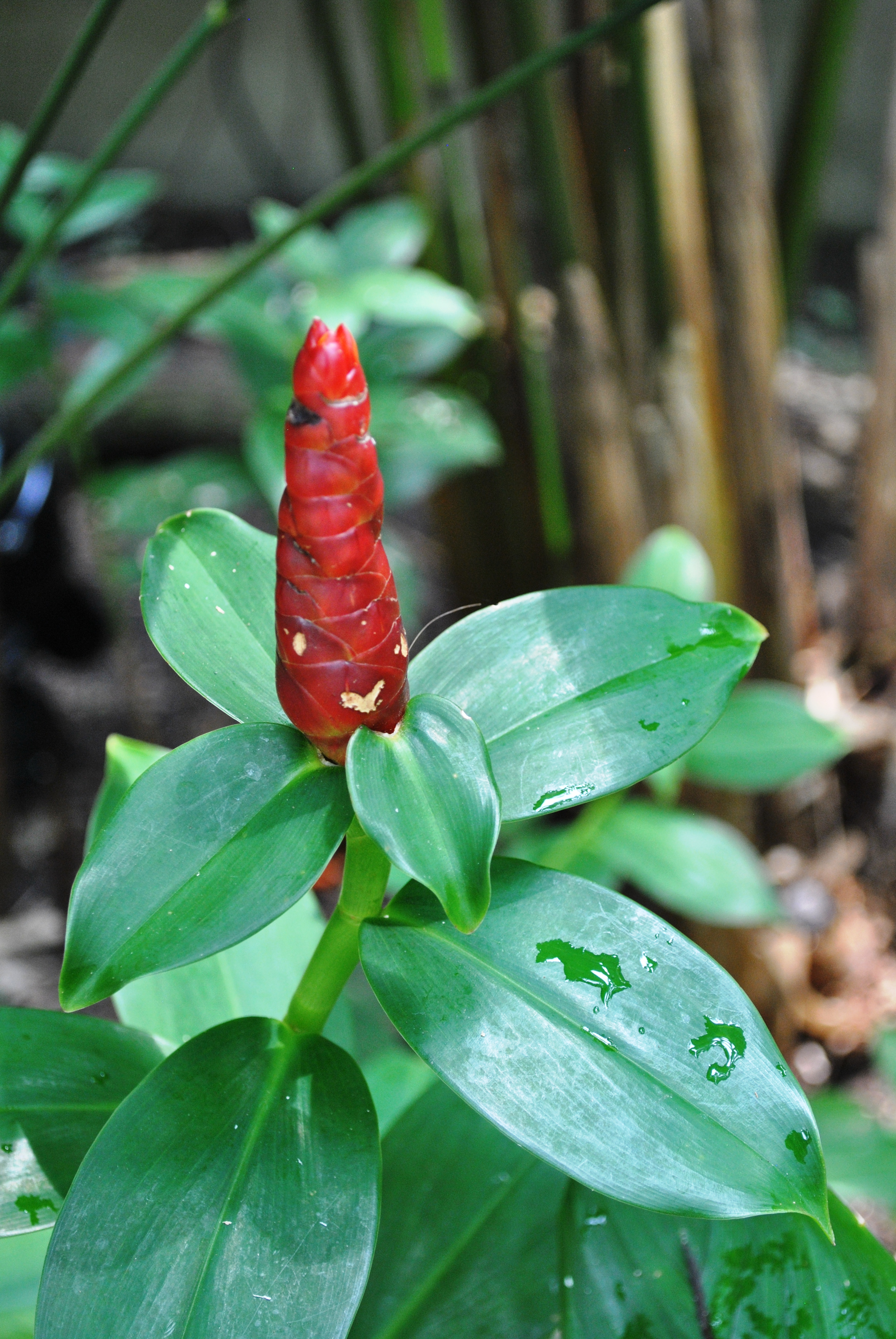
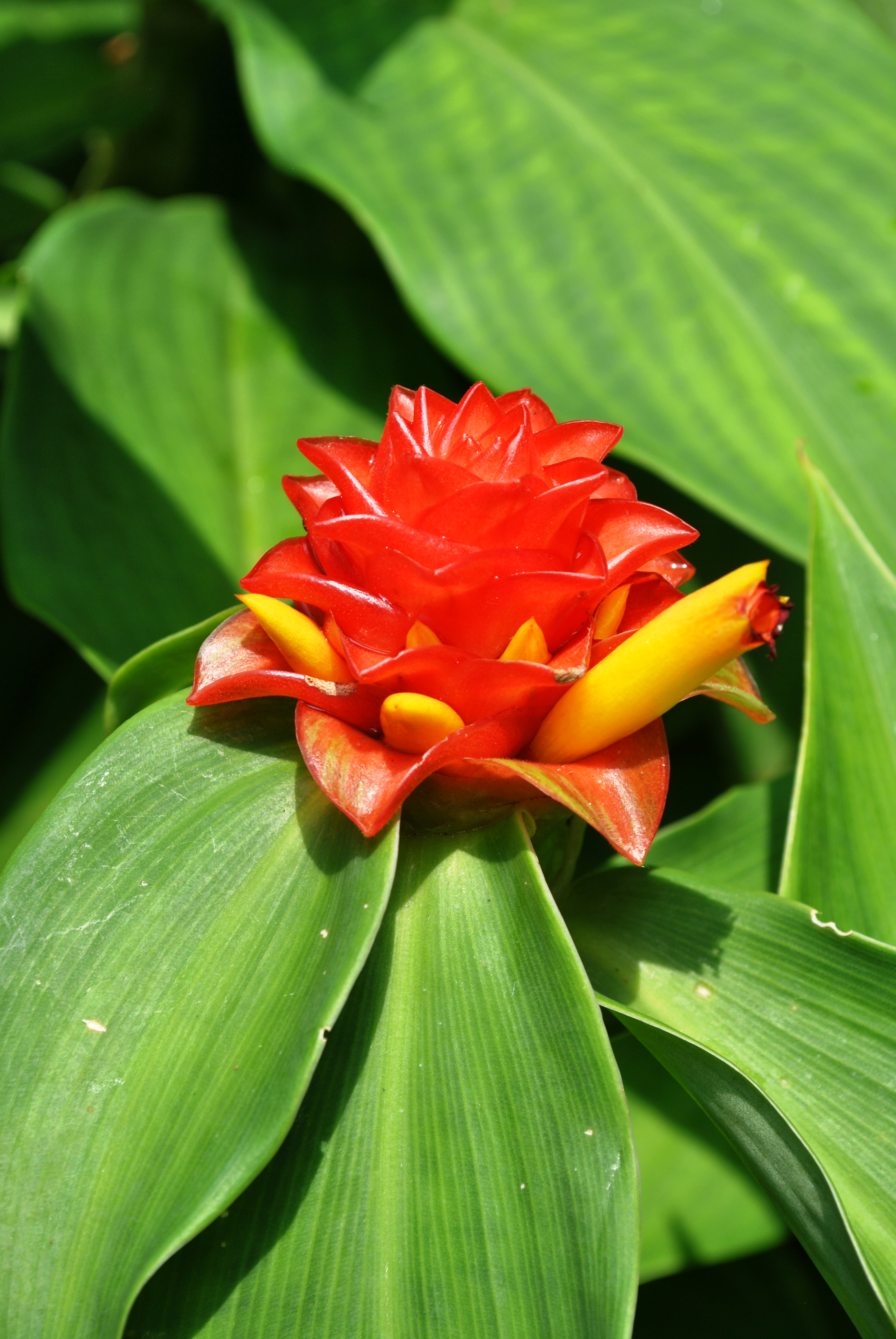